# Кумбга-Мела

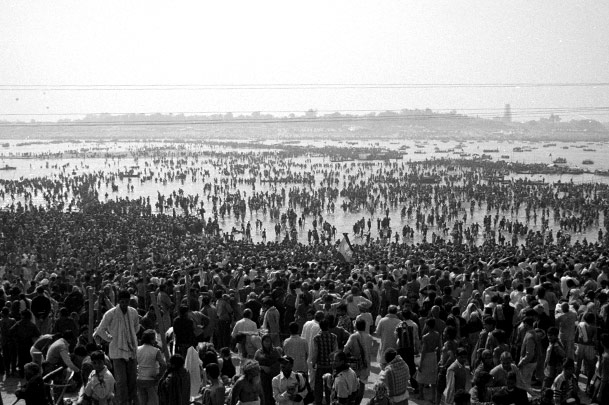
Кумбга-Мела 2001 року

Кумбга-Мела (гінді कुम्भ मेला, англ. Kumbh Mela, або Kumbh Mela — «свято глеків» санскритом) — обряд масового паломництва індусів до священних міст індуїзму, що проводиться раз на три роки. Місцем паломництва по черзі стають міста Аллахабад, Гарідвар, Уджайн і Нашік. Кульмінація святкування припадає на масове обмивання у водах Гангу (в Гарідварі), Сіпри (в Уджайні), Ґодаварі (у Нашіку) або Санґама (в Аллахабаді), що символізує очищення душі і тіла.
Коріння Кумбга-Мела йде в глибоку старовину. У ведичній релігії свято глеків асоціюється з битвою богів і асурів за глек амріти. Вважається, що краплі амріти впали на землю в чотирьох місцях — в Аллахабаді, Гарідварі, Уджайні і Нашіку. Перший опис свята глеків залишив в 7 столітті китайський паломник Сюаньцзан, який відзначав, що святкування супроводжується роздачею милостині жебракам. Великий мудрець Аді Шанкара закликав садху збиратися на Кумбха-Мела для обговорення богословських питань.
У аллахабадській Кумбга-Мела у січні 2007 року взяло участь 70 мільйонів чоловік, що є рекордом багатолюдності яких б то не було зібрань в історії. Але найбільше релігійне свято світу не обходиться без нещасних випадків. Так, в тисняві під час аллахабадської Кумбга-Мела 1954 року загинуло 800 паломників. Нашікська Кумбга-Мела 2003 року забрала життя 39 чоловік.
У 55-денній Маха Кумбг Мелі біля Аллахабаду 2013 року взяло участь понад 100 мільйонів осіб. Під час падіння мосту на залізничній станції 10 лютого та тисняві, що виникла, загинуло близько 30 осіб. Ця Мела стала найбільшим зареєстрованим зібранням людей в одному місці.

У квітні 2021 сотні тисяч прихильників індуїзму зібралися, щоб прийняти святу ванну в річці Ганг в Індії, незважаючи на найвищий у світі показник нових щоденних заражень коронавірусом.